# Aphnaeus affinis
Aphnaeus affinis är en fjärilsart som beskrevs av Riley 1921. Aphnaeus affinis ingår i släktet Aphnaeus och familjen juvelvingar. Inga underarter finns listade i Catalogue of Life.